# 乌普波尼
乌普波尼，是匈牙利包尔绍德-奥包乌伊-曾普伦州所辖的一个村。总面积12.81平方公里，总人口318，人口密度24.8人/平方公里（2011年1月1日）。